# Telemachus (U-Boot)
HMS Telemachus (Kennung: P321) war ein U-Boot der britischen Royal Navy im Zweiten Weltkrieg und danach. Das U-Boot wurde auf dem asiatischen Kriegsschauplatz eingesetzt. Am 17. Juli 1944 torpedierte und versenkte die Telemachus das japanische U-Boot I-166 in der Straße von Malakka. Die Telemachus wurde von Royal Navy auch nach dem Krieg weiter eingesetzt und im August 1961 in Charlestown abgebrochen.

## Kommandanten
- Cdr. William Donald Aelian King (21. Juli 1943 – 20. August 1945)[3]
- Lt. Paul Charles Chapman (20. August 1945 – Oktober 1945)[4]